# 387 Aquitania
Aquitania (asteroide 387) é um asteroide da cintura principal com um diâmetro de 100,51 quilómetros, a 2,08981141 UA. Possui uma excentricidade de 0,23705267 e um período orbital de 1 655,83 dias (4,53 anos).
Aquitania tem uma velocidade orbital média de 17,99643479 km/s e uma inclinação de 18,13439736º.
Este asteroide foi descoberto em 5 de Março de 1894 por F. Courty.